# Maître de Catherine de Clèves
Le Maître de Catherine de Clèves désigne par convention un enlumineur actif entre 1435 et 1460 à Utrecht. Il doit son nom à un livre d'heures peint pour Catherine de Clèves, épouse d'Arnold de Gueldre, duc de Gueldre.

## Éléments biographiques

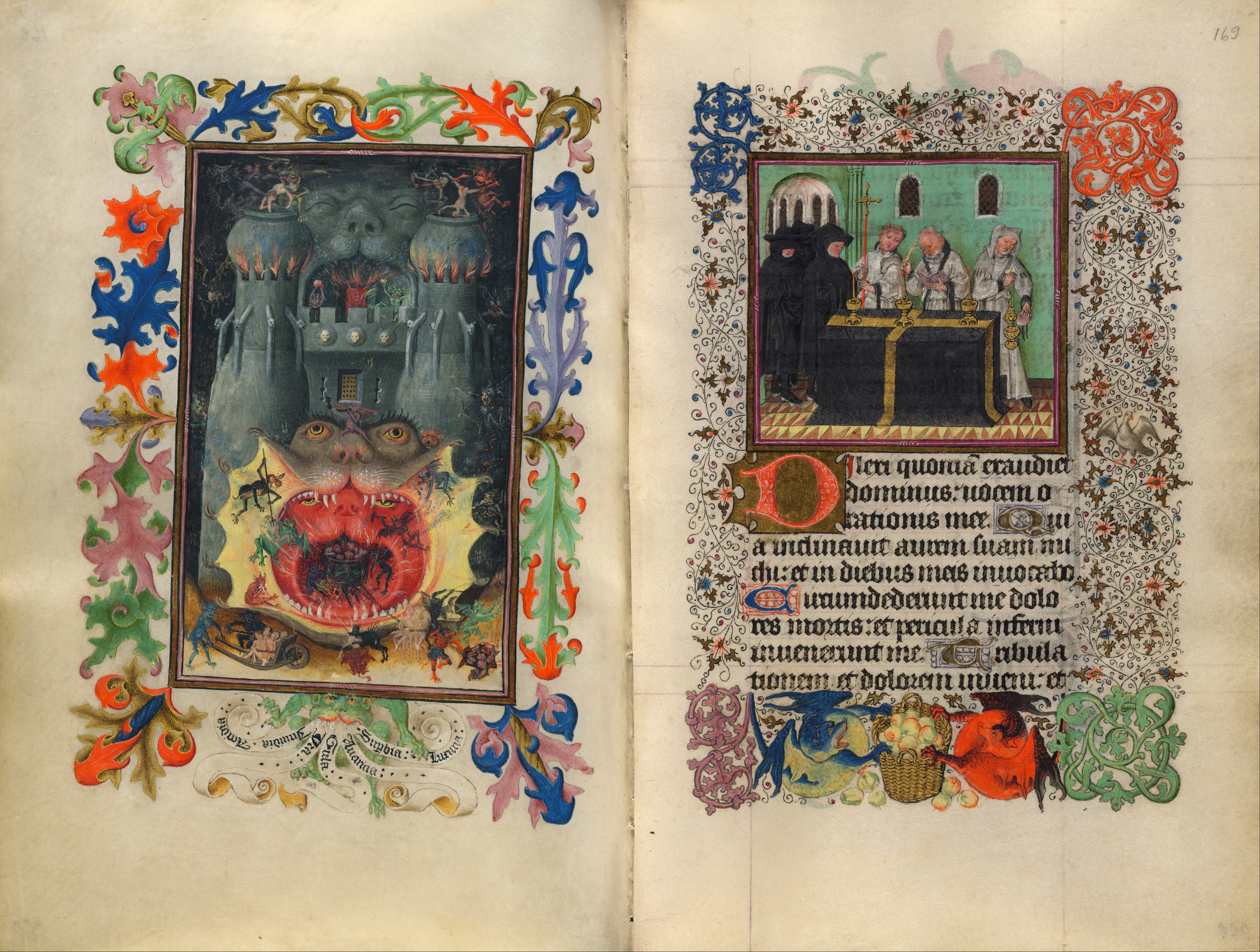
Double page du livre d'heures de Catherine de Clèves.

Les commanditaires des manuscrits qui lui sont attribués indiquent tous qu'il a été actif principalement à Utrecht, même s'il a pu être itinérant au cours de sa carrière. Son œuvre a été reconstituée autour du Livre d'heures de Catherine de Clèves, qui est daté vers 1440-1445. Quelques collaborations dans certains manuscrits semblent indiquer qu'il a travaillé au sein d'un atelier des Maîtres de Zweder de Culemborg. Il a eu aussi des liens avec les enlumineurs flamands à la fin de sa carrière. Bernard Bousmanne a émis l'hypothèse que Willem Vrelant, originaire d'Utrecht, pourrait avoir été formé au sein de son atelier.

## Éléments stylistiques
Le milieu artistique du maître est influencé par la présence de Jan van Eyck à la cour de Hollande vers 1422. De nombreux thèmes et modèles eyckiens sont repris dans l'art de Pays-Bas septentrionaux à cette époque et se retrouvent dans les miniatures du maître, ainsi que des motifs du Maître de Flémalle. Il montre aussi une influence de l'enluminure parisienne du début du XVe siècle, particulièrement dans les paysages, il fait preuve d'une grande maîtrise par ailleurs dans le rendu des matières, de l'expressivité des personnages et de leur carnation.

## Œuvres attribuées

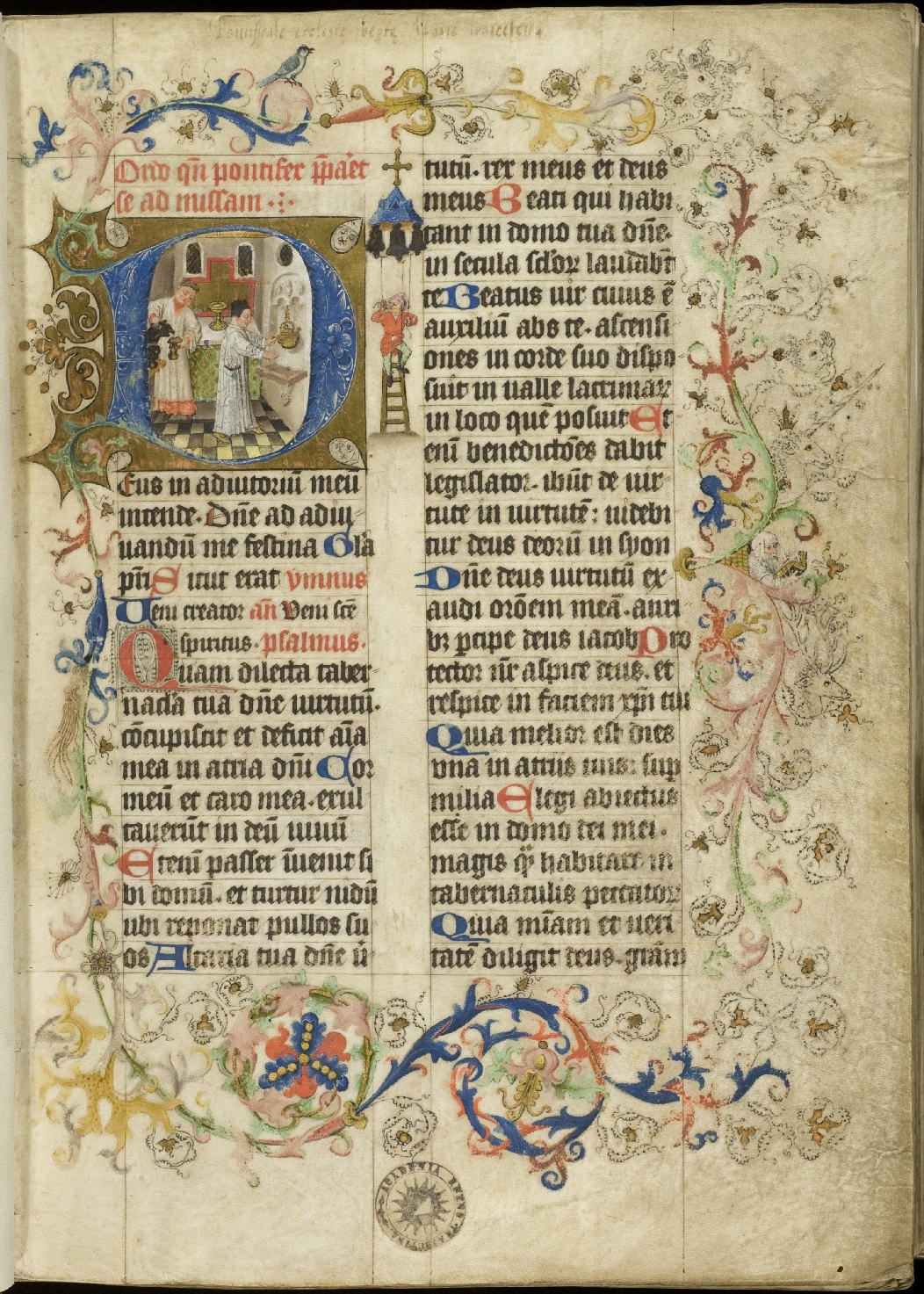
Page d'un pontifical, bibliothèque de l'Université d'Utrecht.

14 manuscrits sont attribués au maître et à son atelier, parmi lesquels :
- Livre d'heures, vers 1438, Musée Meermanno, La Haye, MS. 10.E.1
- Heures de Kaetzaert van Zaer, vers 1439, bibliothèque de l'Université de Leyde, MS. B.P.L.224
- Bible historiale destinée à la famille Lokhorst d'Utrecht, 7 miniatures à la plume attribuées sur 117, vers 1439, Bibliothèque d'État de Bavière? Munich, MS. germ. 1102
- Missel de Greiffenclau, en collaboration avec le Maître de Zweder de Culemborg, 6 lettrines historiées, une miniature et une bordure attribuées au maître, Walters Art Museum, Baltimore, MS. W. 174
- Livre d'heures de Catherine de Clèves, 8 miniatures, vers 1440-1445, Morgan Library and Museum, New York,  M 917 et M 945
- Heures de Katharina von Lokhorst, 8 grandes miniatures, vers 1448, Westfälisches Landesmuseum (de), Münster, MS. 530
- Heures de Willem ou Lodewijck van Montfort, Burgrave d'Utrecht, 3 miniatures sur 23, en collaboration avec l'atelier ou des suiveurs de Willem Vrelant, vers 1450, Bibliothèque nationale autrichienne, Vienne, Cod. s.n. 12878
- Pontifical de Onze-Lieve-Vrouw d'Utrecht, vers 1450, bibliothèque de l'Université d'Utrecht, Hs. 400
- Bible destinée à l'abbé Henri de Cherauz pour l'Abbaye Saint-Laurent de Liège, une lettrines historiée au début de l'ouvrage, vers 1456, Bibliothèque royale de Belgique, Bruxelles, MS. 9158–9167
- Livre d'heures destiné à un membre de la famille Lokhorst, 3 miniatures subsistantes, en collaboration avec Philippe de Mazerolles, Musée Meermanno, MS. 10.F.50
- Bible historiale destinée à la famille Lokhorst d'Utrecht, quelques miniatures à la plume, British Library, Londres, Add.38122